# Louis Jurine

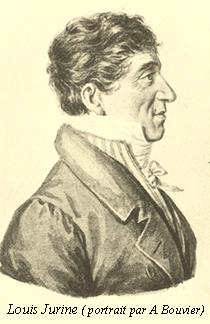
Louis Jurine

Louis Sébastien Jurine (* 6. Februar 1751 in Genf; † 20. Oktober 1819 in Chougny (Vandœuvres)) war ein Schweizer Arzt und Naturforscher.

## Leben und Werk
Er war der Sohn des Webers Sébastien Jurine (1722–1779) und seiner Frau Anne Esther Favre beide verheiratet seit dem Jahre 1745. Er hatte eine jüngere Schwester Catherine Jeanne Jurine (1757–1841).
Luis Jurine heiratete am 14. August 1774 Louise Pernette Bonnet (1744–1812). Nach einem Medizinstudium in Paris und Genf erlangte er 1773 seinen Doktorgrad. und wurde im gleichen Jahre in das Genfer Chirurgenkollegium aufgenommen. Er war sowohl als Forscher und Gelehrter aber auch Praktiker tätig. 1797 bis 1798 war er Professor an der Akademie Bern, von 1802 bis 1809 Honorarprofessor für Anatomie und Chirurgie, Professeur Honoraire d'Anatomie et de chirurgie de l'Académie de Genève und von 1809 bis 1819 Professor für Zoologie an der Akademie Genf, Académie de Zoologie de Genève.
Abgesehen von Aufenthalten in Paris, wo er der Schriftstellerin Anne Louise Germaine de Staël bei der Geburt ihrer Kinder und bei ihrer letzten Krankheit ärztlichen Beistand gab, lebte und praktizierte er nur in Genf. Im Jahre 1807 gründete er in Genf ein Frauenspital,Hospice de la maternité.
Als Anhänger der Bonnetschen Schule beschäftigte sich Jurine auch mit naturwissenschaftlichen Studien. Hierzu zählten unter anderem das Sammeln, die Beobachtung und Erforschung von Fischen und Insekten im Kanton Genf. Jurines Kollektion wird im Muséum d’histoire naturelle de la Ville de Genève aufbewahrt. Zu den Taxa, die Jurine wissenschaftlich beschrieb, zählen unter anderem die Wespengattung Ampulex und zwei im Genfersee endemische Coregonen, die Féra und die Gravenche.
Als Naturforscher wies Jurine im Jahre 1794,  die Bedeutung des Gehörs für die Orientierung der Fledermäuse nach. In Zusammenarbeit mit seiner Tochter Christine Etiennette Pernette Jurine (1776–1812) erarbeitete er 1807 eine auf der Flügelform basierende Klassifikation der Hymenopteren (Hautflügler), studierte das Plankton des Genfersees und inventarisierte dessen Fische.
Jurine publizierte seine Studien häufig im Journal de Mines, in den Memoires de L'Académie der Turin und in den Mémoires de physique et d'histoire naturelle de Géneve. 1798 erschien seine erste wissenschaftliche Abhandlung Mémoire sur cette question: Détermier quels avantages la médecine peut retirer de découvertes modernes sur l'art de connaitre la pureté de l'air par les differents eudiomètres. In dieser Schrift, die von der Société royale de médecine (siehe auch  Académie nationale de Médecine)  in Paris ausgezeichnet wurde, beschäftigte sich Jurine mit den Veränderungen der Luft durch den Atmungsprozess und mit den Gasarten im Darmkanal.
1799 wurde er auswärtiges Mitglied der Académie des sciences.
Noch im Juli 1817 gehörte er, neben dem deutschen Mediziner Michael Friedländer, zu den behandelnden Ärzten am Sterbebett der Germaine de Staël in Paris. Am 20. Oktober 1819 starb Louis Jurine an den Folgen einer koronaren Herzerkrankung.

## Dedikationsnamen
- Apherusa jurinei, Milne Edwards, (1830)[6]
- Die Gattung der Silberscharten (Jurinea Cass.) wurde nach ihm benannt.[7] A.P. de Candolle hält aber die Benennung nach seinem Sohn, André Jurine (1780–1807), ebenfalls Arzt und Naturforscher, für wahrscheinlich.[8]

## Werke
- 1798: Détermier quels avantages la médecine peut retirer de découvertes modernes sur l'art de connaitre la pureté de l'air par les differents eudiomètres
- 1807: Mémoire sur l'allaitement artificiel
- 1807: Nouvelle méthode de classer les hyménoptères et les diptères. Genève (J.J. Paschoud). PDF
- 1810: Mémoire sur le Croup
- 1815: Mémoire sur l'angine de poitrine
- 1820: Histoire des Monocles qui se trouvent aux environs de Genéve. I-XVI, 1-260, 22 planches, Genève (J.J. Paschoud). PDF
- 1820: Observations sur les ailes des hyménoptères Mem. Accad. Sci. Torino 24